# Romain Sartre
Romain Sartre (Lione, 12 novembre 1982) è un ex calciatore francese, di ruolo difensore.

## Palmarès

### Club

#### Competizioni nazionali
- Campionato francese: 1

Olympique Lione: 2003-2004
- Supercoppa francese: 1

Olympique Lione: 2003